# Rugney
Rugney – miejscowość i gmina we Francji, w regionie Grand Est, w departamencie Wogezy.
Według danych na rok 1990 gminę zamieszkiwało 114 osób, a gęstość zaludnienia wynosiła 20 osób/km² (wśród 2335 gmin Lotaryngii Rugney plasuje się na 931. miejscu pod względem liczby ludności, natomiast pod względem powierzchni na miejscu 947.).